# فيليب جنكينز
فيليب جنكينز (بالإنجليزية: Philip Jenkins)‏ (و. 1952  م) هو مؤرخ، وأستاذ جامعي من المملكة المتحدة، وويلز.

## التعليم
تعلم في كلية كلير.